# Борсуково (Великоустюзький район)
Борсуко́во (рос. Барсуково) — присілок у складі Великоустюзького району Вологодської області, Росія. Входить до складу Трегубовського сільського поселення.

## Населення
Населення — 23 особи (2010; 33 у 2002).
Національний склад (станом на 2002 рік):
- росіяни — 100 %